# Gymnobela judithae
Gymnobela judithae is een slakkensoort uit de familie van de Raphitomidae. De wetenschappelijke naam van de soort is voor het eerst geldig gepubliceerd in 1989 door Clarke.